# 장산범
장산범은 한국의 대구에서 시작된 전설로 도시 전설로 최근에 발생한것으로 알려져 있다. 호랑이와 닮았으나 털이 희고, 사람의 목소리를 흉내내는 것으로 전해진다. 참고로 장산범의 모티브인 장산은 부산시 해운대구에 위치해있다